# Kambiz II.
Kambiz II. (staroperzijsko 𐎣𐎲𐎢𐎪𐎡𐎹, Kambūjiya, aramejsko כנבוזי‎‎, Kanbūzī, starogrško starogrško Καμβύσης, Kambísēs, latinsko Cambyses, srednjeveško hebrejsko  כמבישה‎, Kambiša ) je bil sin Kira II. Velikega in kralj pezijskega Ahemenidskega cesarstva, ki je vladal od leta 530 pr. n. št. do svoje smrti, * ni znano, † 522 pr. n. št., Ekbatana, Ahemenidsko cesarstvo.
Kambizov stari oče je bil Kambiz I., kralj Anšana. Po Kirovi osvojitvi Bližnjega vzhoda in Srednje Azije  je Kambiz II. v bitki pri Peluziju leta 525 premagal egipčanskega faraona Psametika III. in v svoje cesarstvo  vključil Egipt. Po pohodu v Egipt in sklenitvi miru z Libijo je s skromnim uspehom napadel kraljestvo Kuš v sedanjem Sudanu.

## Življenje
Kambiz II. je bil sin Kira II. Starejšega Velikega in je pripadal Ahemenidski vladarski rodbini. Ko je leta 539 pr. n. št. Kir II. osvojil Babilon, je sodeloval v glavnih verskih praznovanjih (Nabonidova kronika). Na Kirovem valju, ki vsebuje Kirov razglas Babiloncem, je njegovo ime poleg očetovega v molitvah k Marduku. Na tablici iz prvega leta vladanja Kira II. so Kambiza imenovali babilonski kralj. Kakor zgleda je bila njegova oblast kratkotrajna. Šele, ko se je Kir II. leta 530 pr. n. št. pripravil na svoj zadnji bojni pohod proti vzhodu, je dal krono Kambizu. Številne babilonske tablice tega časa so datirane od nastopa in prvega leta vladanja Kambiza, ko je bil Kir II. »kralj dežel« (oziroma sveta). Po smrti svojega očeta spomladi 528 pr. n. št. je postal Kambiz edini kralj. Tablice, ki so datirane od njegovega vladanja v Babiloniji, označujejo čas do konca njegovega osmega leta, to je marca 521 pr. n. št. Herodot, ki je označeval njegovo vladanje od Kirove smrti, je določil dobo njegovega vladanja na sedem let in pet mesecev, to je od leta 528 pr. n. št. do poletja 521 pr. n. št.
Zapisi o Kambizu II., ki so se ohranili prek grških avtorjev, prihajajo iz dveh različnih virov. Prvi, ki tvori glavni del Herodotovih zapisov, je egipčanskega izvora. Tukaj je Kambiz zakonit sin Kira II. in hčere Aprija z imenom Nitet(is).
Kambiz se je želel poročiti z Amazisovo hčerjo in ta mu je namesto svoje poslal Aprijevo hčer. Zaradi nje je Kambiz začel z vojno. Njegov velik zločin je bil umor Apisa, zaradi katerega je bil kaznovan z norostjo, v kateri je zagrešil še več drugih zločinov. Ubil je brata in svojo sestro in nazadnje izgubil svoj imperij in umrl od ran v kolk, na istem mestu kjer je ranil sveto žival. Zgodbe so pomešane z zgodbami grških plačancev in še posebej zgodba o njihovem voditelju Faniju Halikarnaškemu, ki je izdal Egipt Perzijcem. V perzijskem izročilu je Kambizov zločin umor njegovega brata. Nadalje ga obtožujejo pijanstva, v katerem je zakrivil veliko zločinov, ki so pospešili njegov padec. Ta izročila lahko najdemo v različnih Herodotovih pojasnjevanjih in tudi v kasnejši obliki, vendar z zanesljivejšimi podrobnostmi o njegovi družini, v Ktezijevih odlomkih. Z izjemo tablic iz babilonskih časov in nekaj egipčanskimi napisi nimamo drugih sočasnih dokazov o Kambizovem vladanju. Imamo le kratke zapise Dareja I. Velikega v Behistunskem napisu. Iz teh virov je težko določiti pravo sliko Kambizovega značaja, zagotovo pa je bil divji trinog in podvžen pijančevanju in mnogim zlobnim dejanjem.
Bilo je čisto naravno pričakovati, da bo po Kirovem zavojevanju Azije Kambiz začel z osvajanjem Egipta, še edine neodvisne države zahodnega sveta. Preden je odšel na bojni pohod je ubil svojega brata Smerdisa (Bardijo), ki ga je oče Kir II. imenoval za voditelja vzhodnih provinc. Datum je podal Darej I., medtem ko so grški avtorji zapisali letnico umora po osvojitvi Egipta. Vojna se je začela leta 525 pr. n. št. Amazisa je ravnokar nasledil njegov sin Psametik III. Kambiz se je pripravil na pohod čez puščavo v zavezništvu z arabskimi vodji, ki so prinesli velike zaloge vode. Kralj Amazis je upal, da se bo lahko Egipt ubranil pretečemu perzijskemu napadu z zavezništvom z Grki. Vendar je to upanje zamrlo. Ciprska mesta in tiran Polikrat Samoški, ki je imel veliko ladjevje, so se pridružili Perzijcem. Tudi poveljnik grških enot Fanij Halikarnaški se jim je pridružil. V odločilni bitki pri Pelusiju so Egipčani izgubili. Kmalu zatem so Perzijci zavzeli Memfis. Ugrabljenega kralja Psametika so usmrtili, ker je poskušal zanetiti upor. Egipčanski napisi kažejo, da je Kambiz II. uradno privzel faraonske naslove in oprave, čeprav lahko verjamemo, da ni skrival svojega prezira do egipčanskih običajev in religije. Iz Egipta je Kambiz poskušal zavzeti Kuš, oziroma kraljestvi Napata in Meroe na območju dananšnjega Sudana. Njegova vojska ni bila sposobna prečkati puščav. Po težkih izgubah se je moral vrniti. Na napisu iz Napate (v Berlinskem muzeju) je nubijski kralj Nastesen navedel, da je premagal enote Kembasudena, to je Kambiza, in zaplenil njegove ladje (H. Schafer, Die Aethiopische Königsinschrift des Berliner Museums, 1901). Tudi drugi pohod proti Oazi Sivi je podobno propadel. Načrt napada na Kartagino se je izjalovil zaradi zavrnitve Feničanov, da bi delovali proti svojemu sorodnemu ljudstvu. Medtem je v Perziji spomladi 522 pr. n. št. prišel na oblast uzurpator Gaumata, ki se je izdajal za ubitega Smerdisa. Priznali so ga v celotnem imperiju. Kambiz mu je hotel oditi nasproti, vendar je uvidel, da ne bo uspel, in je naredil samomor. To je navedel Darej I., kar sta prav gotovo povzela tudi Herodot in Ktezij, ki sta opisala njegovo smrt kot nesrečo. Po Herodotu je Kambiz umrl v sirski Ekbatani, oziroma Hamatu. Jožef Flavij (Judovske starine) je navedel Damask, Ktezij pa Babilon, kar je absolutno nemogoče.

### Izgubljena Kambizova vojska
Po Grku Herodotu je Kambiz II. poslal vojsko, da bi ogrozila Amonovo preročišče v Oazi Siva. Vojska 50.000 mož je bila na pol poti čez puščavo, ko se je nepričakovano pojavil silovit peščeni vihar in jih žive zasul. Čeprav mnogi egiptologi smatrajo omenjeni Herodotov zapis za mit, so mnogo let iskali kakršnekoli ostanke oz. sledi. Med iskalci sta bila grof Lazlo de Almásy (po katerem izvira roman Angleški pacient) in sodobni geolog Tom Brown. Nekateri verjamejo, da so nedavna izkopavanja pri iskanju nafte odkrila ostanke vojske.
Januarja 1933 je Orde Wingate - kasneje znan po ustanovitvi činditov, z zavezniškimi silami, ki so se borile za sovražnikovo črto proti japonski med drugo svetovno vojno - neuspešno iskal izgubljeno Kambizovo vojsko v zahodni puščavi Egipta, bolj znano kot Libijska puščava.
Februarja 1977 so se v javnosti prikazala poročila, ki so navajala, da so arheologi odkrili ostanke Kambizove vojske. Ta sporočila so se kasneje izkazala za lažna.
Od septembra 1983 do februarja 1984 je Gary S. Chafetz, ameriški novinar in avtor, vodil ekspedicijo, sponzorirano s strani univerze Harvard, National Geographic Society,Egiptovskim inštitutom za geologijo in arheologijo, in s strani Ligabue raziskovalnega inštituta, ki je iskala izgubljeno Kambizovo vojsko. Šestmesečno raziskovanje je bilo izvedeno vzdolž Egiptovsko-libijske meje v obsegu sto kvadratnih kilometrov površine z zapletenimi sipinami peska, jugozahodno od nenaseljene oaze Baharija, približno sto milj jugovzhodno od oaze Siva. 250.000 dolarjev vredna ekspedicija je imela na voljo 20 egiptovskih geologov in delavcev, fotografa National Geographica, dva harvardska ustvarjalca dokumentarcev, tri kamele, ultra lahko letalo in radar za odkrivanje kovine. Ekspedicija je odkrila približno 500 gomilnih grobišč (staro obliko grobov), ampak nič artefaktov. Nekatera grobišča so vsebovale dele kosti. Termična analiza kosti je kasneje datirala te dele v leto 1.500 pr. n. št., kar je približno 1000 let prej, kot je izginila Kambizova vojska. Ležeče postavljena krilata sfinga, vklesana v apnenec, je bila prav tako odkrita v jami v nenaseljeni oazi Sitra(med oazo Baharija in oazo Siva), ki se je izkazala za perzijsko. Chafetz je bil po vrnitvi v Kairo februarja 1984 aretiran zaradi "tihotapljenja letala v Egipt", četudi je imel izdana vsa potrebna dovoljenja s strani Egiptovskega inštituta za geologijo in arheologijo. Zasliševali so ga 24 ur. Obtožbe so bile opuščene, po tem ko je obljubil, da bo ultra lahko letalo daroval egiptovski vladi. Letalo je sedaj razstavljeno v Egiptovskem vojnem muzeju v Kairu z napisom, na katerem piše "ujeto od Izraelskega vohuna".
Poleti leta 2000 je Helwanova univerzitetna geološka ekipa iskala nafto v Egiptovski zahodni puščavi. Prišla je na območje, na katerem je našla dobro ohranjene koščke tekstila, koščke kovine, ki so spominjali na orožje in človeške ostanke, za katere nekateri verjamejo, da so ostanki izgubljene Kambizove vojske. Egiptovski Vrhovni svet za starine je naznanil, da bo organiziral odpravo, ki bo preučila položaj, ampak niso podali nobenih nadaljnjih informacij.
Novembra 2009 sta italijanska arheologa Angelo in Alfredo Castiglioni naznanila odkritje človeških ostankov, orodij in orožja, ki naj bi spadali v čas perzijske vojske. Ti artefakti so bili najdeni blizu Oaze Siva. Upoštevajoč ta dva arheologa, je to prvi arheološki dokaz, zgodbe, katero je zapisal Herodot. Med delom na tem območju so raziskovalci opazili na pol pokopan pot in nekaj človeških ostankov. Potem sta brata opazila nekaj zares zanimivega, nekaj kar bi lahko bilo naravno zavetišče. Bila je skala, dolga okoli 35 metrov, 1,8 metra visoka in 3 metre široka. Tako velika formacija se lahko pojavi v puščavi, ampak ta je bila edina v velikem območju.
Omenjena italijanska arheologa sta predstavila svoje odkritje v dokumentarcu, ne pa tudi v znanstveni reviji. Izrečeni so bili dvomi, ker sta bila brata Castiglioni udeležena tudi v snemanju in produkciji petih kontroverznih Afriških dokumentarcev leta 1970 - vključno z Addio ultimo uomo, Africa ama, in Africa dolce e selvaggia filmi, v katerih so prikazovali necenzurirane posnetke, rezanja udov, odiranja človeške kože, obmetavanje dekleta s kamni in skupino lovcev, ki so odirali slonji trup.
Vrhovni general Egiptovskega urada za starine, Zahi Hawass, je v sporočilu za javnost dejal, "da so trditve teh dveh italijanskih arheologov neutemeljene in zavajajoče, pa tudi, da nista imela izdanega dovoljenja za izkopavanje v Egiptu, zatorej njune trditve niso resnične". 
Z literarnega vidika je angleški novinar Paul Sussman (1966 - 2012) v svojem izvirnem kriminalnem romanu Kambizova uganka (2002) (ang. The Lost Army Of Cambyses) ponovno obdelal zgodbo tekmovalnih arheoloških odprav, ki so iskale ostanke. Zgodbo je domiselno prepletel s sodobno problematiko terorizma.

## Vir
- Herodot. Zgodbe, prev. Sovre, Anton, Slovenska matica, Ljubljana 2006 (COBISS)